# Monument Robert Bourassa

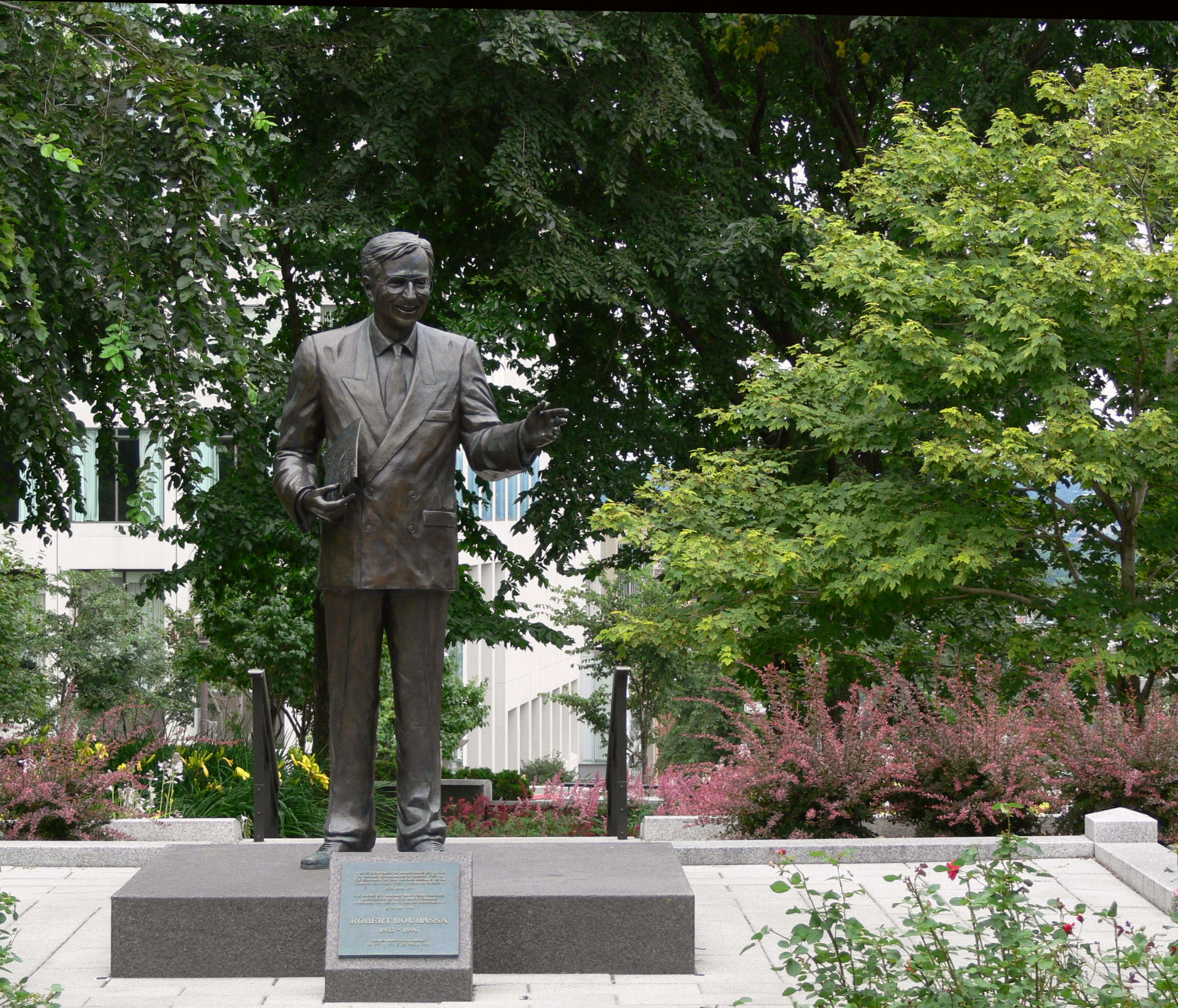
Le monument Robert Bourassa.

Le monument Robert-Bourassa est construit en 2006 par le sculpteur Jules Lasalle pour rappeler la mémoire de Robert Bourassa, le premier ministre du Québec de 1970 à 1976 et de 1985 à 1994,.

## Référence
Article du Devoir

## Sources
1. ↑  « Art public », sur www.ville.quebec.qc.ca (consulté le 19 avril 2021)
2. ↑  « Monument de Robert Bourassa - Répertoire du patrimoine culturel du Québec », sur www.patrimoine-culturel.gouv.qc.ca (consulté le 19 avril 2021)
3. ↑  « Monument Robert-Bourassa », sur Commission de la capitale nationale du Québec (consulté le 19 avril 2021)